# Alakzat (retorika)
A stíluserények elmélete egyidős a költészettel, az irodalommal, hiszen amióta csak léteznek olyan művészi produktumok, amelyeknek alapanyaga a nyelv, léteznek hibák és megvalósítandó elvárások. A retorikai jelenségek két fő kategóriája: alakzatok és trópusok. A két kategória elkülönítése, valamint alkategóriáik meghatározása mindig önkényes. Ebből következik, hogy a definícióik és a kategorizálások koronként (ókor, középkor stb.) és területenként (ókori Görögország, ókori Róma stb.) változhatnak.
Homérosz alapján a megnyilatkozásoknak a következő tulajdonságokkal kell rendelkezniük:
- édesség és kellem,
- egyszerűség,
- tömörség.

## A jó szónok jellemzői, feladatai
Az a szónok, aki ezeknek birtokában van, képes megfelelő módon, elegánsan kifejezni magát, erényei pedig a következők:
- választékosság (elegantia),
- szerkesztettség (compositio),
- fenség (dignitas).

Cicero szerint egy szónok akkor végzi tökéletesen feladatát, ha egyszerre:
- tanít,
- meggyőz,
- megindít,
- gyönyörködtet.

## A normától való eltérés
A normától való eltérések kategorizációja már Platónnál és Arisztotelésznél is jelentkezett. A négy retorikai művelet az ő munkáik alapján határozható meg:
- hozzáadás,
- elvétel,
- felcserélés,
- átalakítás.

Quintilianus a barbarizmusnak három fajtáját különíti el:
- idegen szavak átvétele,
- indulattól fűtött durva megszólalás,
- a négy átalakító retorikai művelet révén megváltoztatott szóalakok.

A négy átalakító retorikai művelet révén megváltoztatott szóalakok használatát adjekciós, detrakciós, transzmutációs és inverziós alakzatoknak nevezi.
Már az ókor elméletírói is felismerték, hogy a nyelvi hibák és az alakzatok szorosan összefüggenek, mert a beszédet megszépítő figurák ugyanazzal az eljárással jönnek létre, mint a barbarizmusok és szoloicizmusok. Annak megítélése, hogy mi számít hibának, és mi számít díszítménynek, meglehetősen önkényes. A legtöbb elméletíró szerint a különbség a tudatosságban rejlik.
Az alakzatokat és a trópusokat eltérésekként definiálják a hagyományos beszédmódtól, esztétikai funkciókat tulajdonítanak nekik. Ez a funkció az állandó használat során eltűnhet, a figura kiüresedhet (automatizálódhat).

## Mindennapi hibák mint alakzatok
Az ókori szerzők azt is felismerték, hogy az alakzatok és a trópusok átszövik a mindennapi nyelvhasználatot. A hagyomány a nyelvi hibát a szándékosság (intencionalitás) alapján definiálja alakzatként. Quintilianus szerint a hiba természetes velejárója a nyelvhasználatnak. A nyelvművészek hozzák létre a nyelvet, és azok a nyelvi hibák, amelyeket a gyakorlat (usus) megszilárdít, alakzatként rögzülnek. A trópusok és alakzatok tehát nem alkotnak másodlagos nyelvi kódot, különálló rendszert, amelyhez külön szintaxist és szemantikát lehetne rendelni, hanem a nyelv részeiként funkcionálnak. (Ezt a gondolatmenetet folytatja Nietzsche, amikor Retorikájában megállapítja, hogy a közönséges beszéd és a retorizált beszéd közt nincs különbség. Ez a megállapítás később a kognitív nyelvészet és a kognitív metaforaelméletek egyik alaptételévé válik.)

## Definíciós és egyéb nehézségek
A definíciós problémák mellett az ókori szerzők további nehézségekbe ütköztek, amelyek közül a legtöbb megoldása a mai napig várat magára. Quintilianus elméletében a retorikatudomány két jelentős problémája bontakozik ki: egyrészt nehéz megállapítani, meddig terjednek a retorikai jelenségek határai, milyen módon lehet definiálni és körülhatárolni az alakzatokat, másrészt annak bizonyítása is nehéz, hogy egyszerűen nyelvi jelenségek-e a trópusok (egyéb hasonló jelenségek mellett). A görög retorikákban már a Kr. e. 3–2. században elkülönülnek egymástól az alakzatok és a trópusok. (Valószínűleg a sztoikusok és a pergamoni grammatikusok különítették el őket először.) Arisztotelész a Poétikában már tipizálja is a szóképeket.
Arisztotelész szerint a trópusok megvalósulhatnak:
- analógia alapján,
- fajról fajra vagy,
- nemről fajra történő átvitel eredményeként.

Az alakzatokat és a trópusokat Quintilianus is külön tárgyalta. A trópust így definiálta: egy szó vagy kifejezés jelentése áttevődik a saját jelentéséből egy másik jelentésbe. Megkülönböztetett szó- (metafora, metonímia) és gondolattrópust (szinekdoché, allegória, hiperbola). Ezzel szemben az alakzatra ezt a definíciót alkotta meg: a köznapi beszédmódtól való eltérés a szófűzésben. Már Quintilianus is felismerte, hogy az alakzatok és a trópusok között vannak átfedések (pl. irónia).
Az alakzattól elkülönülő trópust már az ókorban is mentális műveletvégzés eredményének tekintették. Úgy gondolták, hogy a  trópus megnevezhet olyan dolgokat, amelyre a szövegalkotó nem tud a saját nyelvéből megfelelő kifejezést találni, valamint olyan jelentéstartalmat, amely érzékeltetésére az eredeti szó nem képes. A  trópus segítségével a megnyilatkozó felkeltheti a befogadó érdeklődését, ugyanis a befogadónak a képek rejtvényét meg kell fejtenie. Quintilianus azt is felismerte, hogy a szövegkörnyezetből derül ki, hogy egy szó eredeti vagy figurális értelemben van használatban. Az értelmezés folyamatában meghatározó tényezőknek tekintette a beszédszituációt és a kontextust.
(A trópusok dekódolásának problémáját nem is annyira a klasszikus ókor, hanem inkább a kései antikvitás és a korai középkor elméletírói [Ambrosius, Augustinus] igyekeztek megoldani. A problémafelvetés a biblikus szövegek értelmezése kapcsán került előtérbe.)

## Átalakító műveletek
A retorikai jelenségek a legegyszerűbb, hagyományos megközelítés értelmében valamilyen átalakító eljárás vagy művelet eredményei. Ez a definíció feltételez egy „normál formát”. A korai alakzatelméletek írói (Arisztotelész, Quintilianus stb.) úgy gondolták, hogy a vétséget a költői szándék teszi erénnyé.
A klasszikus értelmezés szerint a barbarizmus egy meghatározott nyelvi egység, általában egyetlen szó átalakítása (nem helyes görög beszéd), ezzel szemben a szoloicizmus egynél több nyelvi elemé vagy egy gondolati egységé (provinciális nyelvhasználat). Utóbbinak hagyományosan négy típusát különítik el:
- szószerkezet hiányossága,
- normától eltérő szórend,
- vonzatok vagy vonzatszerűen összetartozó terminusok formájának megváltoztatása,
- szószerkezet szükségtelen bővítése.

Arisztotelész azonban már felismerte, hogy a barbarizmusokat és a szoloicizmusokat nem lehet élesen elkülöníteni. A neoretorikai hagyomány az alakzatot (metabolét) a következőképpen definiálja: olyan rögzített és hagyományozott nyelvi forma, fordulat, kifejezésmód, amelynek megszerkesztése, illetve hangoztatása révén hatásosabb, hatékonyabb lesz a közlés az információ lényegének hangsúlyozásával vagy az érzelmek felkeltésével, valamint szövegösszetartó erejűek. Az alakzat megvalósulhat mint:
- a szó formáját módosító (metaplazmus),
- a szó jelentését módosító (metaszeméma),
- a mondat formáját módosító (metataxis),
- a mondat jelentését árnyaló (metalogizmus) nyelvi jelenség.

Az alakzatok és a trópusok az összes nyelvi szinten (akusztikai, szókészleti, mondat- és szövegszerkesztési, valamint extralingvális) megvalósulhatnak.
Fontos megállapítani, hogy minden retorikai rendszer önkényes, és egyik sem tartalmaz örökérvényű kategóriákat.